# Struves meridianbåge

Karta över Struves meridianbåge. De röda punkterna är platserna för världsarvet.

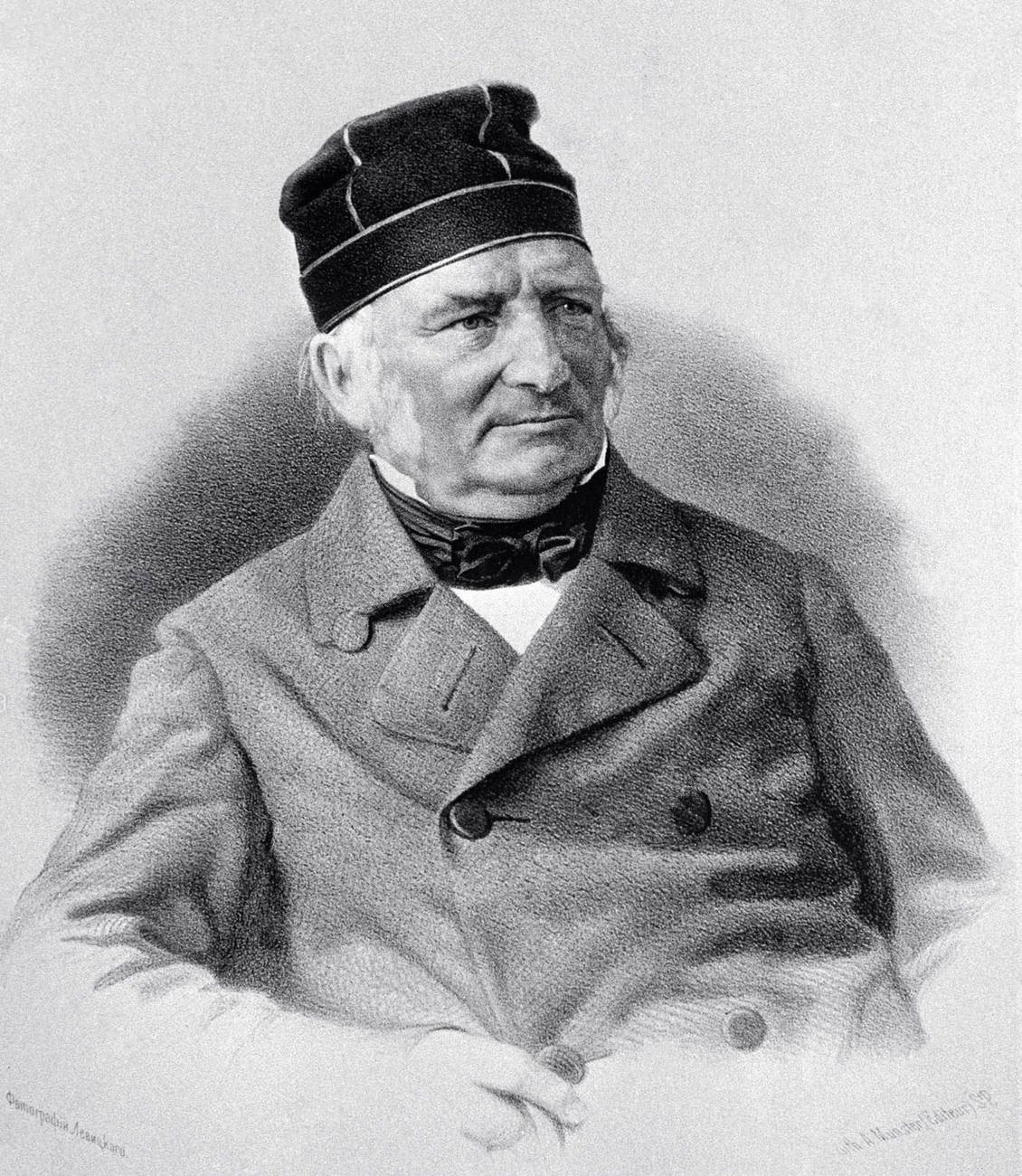
Friedrich Georg Wilhelm von Struve

Struves meridianbåge (eller gradmätning) är en triangelkedja som sträcker sig från Hammerfest i Norge i norr till Ukrainas kust vid Svarta havet i söder, genom tio länder och med en längd på drygt 2 820 km. Kedjan upprättades och användes av den tyskfödde ryske astronomen Friedrich Georg Wilhelm von Struve 1816–1855 i hans projekt att mäta upp jordklotets rundning för att fastslå jordklotets exakta form och storlek.
När den uppfördes genomkorsade kedjan nationerna Sverige, Norge och Ryssland. Den bestod av 258 trianglar och 265 mätpunkter. Kedjans första punkt är belägen i Tartu observatorium i nuvarande Estland, där Struve genomförde stora delar av sin forskning. 2005 skrevs kedjan in i Unescos världsarvslista. Världsarvet består av 34 av de 265 ursprungliga mätpunkterna i kedjan, som är markerade med borrhål, rösen, minnesplakat, järnkors eller obelisker.

## Meridianbågen
Med hjälp av Carl Tenner, Christofer Hansteen och Nils Haqvin Selander uppmättes en triangelkedja. Christofer Hansteen deltog dock inte själv i fältarbetet utan överlät detta till de två norska arméofficerarna Fredrik L Klouman och Christopher A B Lundh.
Uppmätningen gjordes i Norge och Sverige, då förenade i en union under en kung, samt i Ryssland. I dag ligger meridianbågen i tio länder. Antalet länder anges ibland felaktigt till elva. Förklaringen ligger i sättet att räkna. Räknat söderifrån börjar bågen i Ukraina och fortsätter i Moldavien. När bågen lämnar Moldavien inträder den i Ukraina en andra gång, vilket ibland, oegentligt, räknas som ytterligare ett land.
Meridianbågen sträcker sig från Fuglenes nära Hammerfest i Norge (70°40′12″N 23°39′48″Ö / 70.67000°N 23.66333°Ö), över Norrbottens län i Sverige, genom mellersta och södra Finland, över den ryska ön Hogland i Finska viken genom Estland, Lettland och Litauen och vidare in i Belarus och Moldavien för att sluta i Staro-Nekrassovka vid Izmajil (45°19′54″N 28°55′41″Ö / 45.33167°N 28.92806°Ö) vid Donau i Ukraina.

## Uppmätningen
Uppmätningen av den 2 822 kilometer långa meridianbågen omfattade 265 huvudpunkter och 60 hjälppunkter och följer i stort meridianen 25° Ö inom ±2°. På tio ställen mättes längden av speciella baslinjer och ändpunkterna vid Fuglenes och Izmail jämte elva andra stationer (bland annat på ön Hogland i Finska viken) bestämdes latituden genom astronomiska observationer. 
Mätningarna påbörjades 1816 i Ryssland. Norröver kom mätningarna inte i gång förrän under 1840-talet. Svenskarna mätte söderifrån och anslöt till den norska kedjan i Kautokeino i Finnmark fylke. I Norge påbörjades arbetet sommaren 1845 med att man letade upp 15 mätpunkter i Finnmark i Norge och markerade dessa med träkonstruktioner. Norrmännen utgick från en baslinje i Alta och mätte söderut från Fuglenes. Under de två följande åren mätte man upp alla vinklar vid punkterna. 1850 genomförde man astronomiska observationer vid punkten i Fuglenes. 
Man kunde därvid dra fördel av de arbeten som tidigare gjorts i Tornedalen av Maupertuis 1736–1737, med utvidgning av Jöns Svanberg 1800–1804. Den norsk-svenska etappen blev klar 1852.
Den fortsatta kedjan genom Finland anslöts till den ryska på ön Hogland i Finska viken genom en triangelspets. Det saknas alltså en gemensam triangelsida här, varför struvebågen egentligen är summan av två delsystem.
För kedjan genom Baltikum uppmättes en baslinje vid bland annat Simuna, norr om Dorpat (nuvarande Tartu i Estland).
Hela bågen blev färdig 1855. Avslutningen i norr är i Fuglenes som valdes bland annat för att den ligger nära havsytan — endast 13 meter över havet.

## Bågens längd
Mätningarna genererade en stor mängd data, och det därav följande gigantiska beräkningsarbetet utfördes vid observatoriet i Pulkovo söder om Sankt Petersburg. Meridianbågen om 28° 20′ beräknades ha en längd av 2 821,8537 kilometer.
Resultatet blev den första riktigt välgjorda mätningen av en stor del av en meridian. Detta gav möjlighet att räkna ut jordens storlek och utseende, vilket var ett viktigt steg i forskningen om jorden och skapandet av topografiska kartor.

## Liknande projekt
Struve ville att mätningen skulle fortsätta ner mot Medelhavet till öarna väster om Turkiet och till Kreta. Ett senare projekt under ledning av astronomen David Gill i Sydafrika gällde en gradmätning genom hela Afrika längs meridianen 30 grader östlig längd. Man skulle därmed skapa en vetenskapligt intressant mycket lång båge, som omfattade betydande sträckor på ömse sidor om ekvatorn och då kunnat jämföra avplattningarna för norra respektive södra halvklotet. Svensk-ryska gradmätningsexpeditionen åren 1898–1902 utförde gradmätningar på Svalbard.

## Inventering av triangelpunkterna
På 1880-talet inventerade man triangelpunkterna utefter sträckan Hogland—Torneå i Finland. Man återfann 51 punkter av 71. Många var markerade genom borrhål i berget, som ursprungligen varit blyfyllda. Traktens jägare hade sedan ofta stulit blyet för att tillverka gevärskulor. Vid inventeringen säkrades punkterna för framtiden genom noggrann beskrivning och stenrösen.

## Ett världsarv
34 av de 265 mätpunkterna nominerades 2004 av Finland till att bli uppsatta på Unescos världsarvslista. Bakgrunden var en resolution som antagits på Federation of Surveyors:s konferens i Melbourne 1994. Den ansåg att meridianbågen borde sättas upp på världsarvslistan. Den 14 juli 2005 godkände UNESCO det finska förslaget vid ett möte i Sydafrika. De flesta punkter upptagna i världsarvet har någon form av markering: ett hål i berget, järnkors, stenröse eller en obelisk. Världsarvskommitténs motivering löd: 
| ” | kriterium ii: Den första riktigt noggranna mätningen av en lång sträcka av en meridian, som hjälpt till att fastställa världens exakta storlek och form, visar ett viktigt steg i utvecklingen av geovetenskapen. Den är även ett extraordinärt exempel på utbyte av mänskliga värderingar i form av vetenskapligt samarbete mellan forskare från olika länder. Det är också på samma gång en förebild för samarbete mellan olika världsmakters monarker i vetenskapligt syfte | „ |

| ” | kriterium iv: Struves meridianbåge är utan tvekan ett enastående exempel på en samling teknologiska objekt – som påvisar trianguleringspunkterna för den mätning av meridianen som utgör den icke flyttbara och icke-påtagliga delen av mätteknologin. | „ |

| ” | kriterium vi: Mätningen av bågen och resultaten är direkt associerade med människor som funderar på sin värld, dess form och storlek. De har kopplingar till Isaac Newtons teori att världen inte är en exakt sfär. | „ |

## Mätpunkterna i världsarvet[2]
Norge
- "Fuglenaes" (Fuglenes) i Hammerfest kommun, 70°40′12″N 23°39′48″Ö / 70.67000°N 23.66333°Ö
- "Lille-Reipas" (Lille-Raipas) i Alta kommun, 69°56′19″N 23°21′37″Ö / 69.93861°N 23.36028°Ö
- "Lohdizhjokki" (Lodiken) i Kautokeino kommun, 69°39′52″N 23°36′08″Ö / 69.66444°N 23.60222°Ö
- "Bäljatz-vaara" (Bealjasvarri) i Kautokeino kommun, 69°01′43″N 23°18′19″Ö / 69.02861°N 23.30528°Ö

Sverige
- "Pajtas-vaara" (Tynnyrilaki) i Kiruna kommun, 68°15′18″N 22°58′59″Ö / 68.25500°N 22.98306°Ö
- "Kerrojupukka" (Jupukka) i Pajala kommun, 67°16′36″N 23°14′35″Ö / 67.27667°N 23.24306°Ö
- "Pullinki" (Pullinki) i Övertorneå kommun, 66°38′47″N 23°46′55″Ö / 66.64639°N 23.78194°Ö
- "Perra-vaara" (Perävaara på delen Alanen Perävaara) i Haparanda kommun, 66°01′05″N 23°55′21″Ö / 66.01806°N 23.92250°Ö

Invigningen av dessa fyra punkter ägde rum 2006-08-15.
Finland
- "Stuor-Oivi" i Stuorrahanoaivi, Enontekis kommun, 68°40′57″N 22°44′45″Ö / 68.68250°N 22.74583°Ö
- "Avasaksa" i Aavasaksa, Övertorneå kommun, 66°23′52″N 23°43′31″Ö / 66.39778°N 23.72528°Ö
- "Tornea" på Nedertorneå kyrka i Torneå, Torneå kommun, 65°49′48″N 24°09′26″Ö / 65.83000°N 24.15722°Ö
- "Puolakka" på Oravivuori, Jyväskylä kommun, 61°55′36″N 25°32′01″Ö / 61.92667°N 25.53361°Ö
- "Porlom II" nära byn Porlom, Lappträsk kommun, 60°42′17″N 26°00′12″Ö / 60.70472°N 26.00333°Ö
- "Svartvira" på ön Svartviran, Pyttis kommun, 60°16′35″N 26°36′12″Ö / 60.27639°N 26.60333°Ö

Ryssland
- "Mäki-päälys" på höjden Mäkiinpäällys på ön Hogland som administrativt ingår i området Kingisepp, 60°04′27″N 26°58′11″Ö / 60.07417°N 26.96972°Ö
- "Hogland Z" (Гогланд Z) på Mäkiinpäällys på Hogland, 60°05′07″N 26°57′40″Ö / 60.08528°N 26.96111°Ö

Estland
- "Woibifer" i byn Võivere, Väike-Maarja kommun 59°03′28″N 26°20′16″Ö / 59.05778°N 26.33778°Ö
- "Katko" i byn Simuna, Väike-Maarja kommun59°02′54″N 26°24′51″Ö / 59.04833°N 26.41417°Ö
- "Dorpat" i Tartus gamla observatorium i staden Tartu, 58°22′44″N 26°43′12″Ö / 58.37889°N 26.72000°Ö

Lettland
- "Sestu-Kalns" (Ziestu) på höjden Ziestu i Ērgļi kommun, 56°50′24″N 25°38′12″Ö / 56.84000°N 25.63667°Ö
- "Jacobstadt" (Jekabpils) i Struves park i staden Jekabpils, 56°30′05″N 25°51′24″Ö / 56.50139°N 25.85667°Ö

Litauen
- "Karischki" (Gireišiai) i Panemunėlis, 55°54′09″N 25°26′12″Ö / 55.90250°N 25.43667°Ö
- "Meschkanzi" (Meškonys) i Nemenčinė, 54°55′51″N 25°19′00″Ö / 54.93083°N 25.31667°Ö
- "Beresnäki" (Paliepiukai) i Nemežis, 54°38′04″N 25°25′45″Ö / 54.63444°N 25.42917°Ö

Belarus
- "Tupischki" (Tjupisjki) i Asjmjany, Hrodna voblast 54°17′30″N 26°02′43″Ö / 54.29167°N 26.04528°Ö
- "Lopati" (Lapaty) i Sjtjutjyn, Hrodna voblast 53°33′38″N 24°52′11″Ö / 53.56056°N 24.86972°Ö
- "Ossownitza" (Asaunitsa) i Ivanava, Brests voblast 52°17′22″N 25°38′58″Ö / 52.28944°N 25.64944°Ö
- "Tchekutsk" (Tjekutsk) i Ivanava, Brests voblast 52°12′28″N 25°33′23″Ö / 52.20778°N 25.55639°Ö
- "Leskowitschi" (Ljaskavitjy) i Ivanava, Brests voblast 52°09′39″N 25°34′17″Ö / 52.16083°N 25.57139°Ö

Moldavien
- "Rudy" (Rudi) i Rudi, 48°19′08″N 27°52′36″Ö / 48.31889°N 27.87667°Ö

Ukraina
- "Katerinowka" (Antonivka) i Khmelnytski, 49°33′57″N 26°45′22″Ö / 49.56583°N 26.75611°Ö
- "Felschtin" (Felschtin) i Hvardiiske, 49°19′48″N 26°40′55″Ö / 49.33000°N 26.68194°Ö
- "Baranowka" (Baranowka) i Baranivka, 49°08′55″N 26°59′30″Ö / 49.14861°N 26.99167°Ö
- "Staro-Nekrassowka" (Stara Nekrasivka) i Nekrasivka, 45°19′54″N 28°55′41″Ö / 45.33167°N 28.92806°Ö